# Prince La La
Prince La La (eigentlich Lawrence Nelson; * 1936 in New Orleans, Louisiana; † 27. Oktober 1963 ebenda) war ein US-amerikanischer Komponist, Gitarrist und Rhythm-and-Blues-Sänger, der eng mit dem Produzenten und Musikmanager Harold Battiste zusammenarbeitete. Er gilt als One Hit Wonder und mysteriöse Figur. Ungeachtet seiner kurzen Wirkungszeit, in der er nur sechs Lieder einspielte, beeinflusste Prince La La einige andere Künstler. Insbesondere Mac Rebennack übernahm einige Elemente seines Stils und seiner Auftritte für die Bühnenfigur Dr. John.

## Biografie

### Familie
Lawrence Nelson wurde 1936 in New Orleans geboren. Das genaue Datum seiner Geburt ist nicht dokumentiert. Er wuchs im 9th Ward auf, dem neunten Bezirk seiner Heimatstadt, der seinerzeit ein sozialer Brennpunkt war. Sein Vater war der regional als „Black Walter“ oder „Guitar Black“ bekannt gewordene Gelegenheitsmusiker Walter Nelson Sr. (1904–1984), der als Gitarrist unter anderem mit dem R&B-Sänger Smiley Lewis spielte. Seine Mutter war Edna, geb. Clevin. Entweder die Mutter oder der Vater organisierte den Ausschank in der Bar Picou, die dem Klarinettisten Alphonse Picou gehörte und die ein Anziehungspunkt für viele afroamerikanische und kreolische R&B-Musiker war.
Edna und Walter Nelson Sr. hatten acht Kinder; Lawrence Nelsons vier Jahre älterer Bruder Walter Jr. (1932–1962) war ebenso wie der Vater Gitarrist; er spielte als „Papoose“ Nelson zunächst bei Professor Longhair und danach mehr als ein Jahrzehnt lang in der Begleitband von Fats Domino. Zum familiären Umfeld gehörte außerdem unter anderem der R&B-Sänger Jessie Hill, der mit einer Schwester von Lawrence und „Papoose“ Nelson verheiratet war.
Über Lawrence Nelsons Kindheit und Jugend ist wenig bekannt. Mac Rebennack, der die Nelson-Familie seit den frühen 1950er-Jahren kannte, erzählte später, Lawrence und sein Bruder „Papoose“ hätten ein „sehr, sehr hartes Leben“ in einem gewalttätigen Umfeld geführt. Musik sei für sie eine Möglichkeit gewesen, diesem Leben zu entkommen.

### Musikalisches Wirken

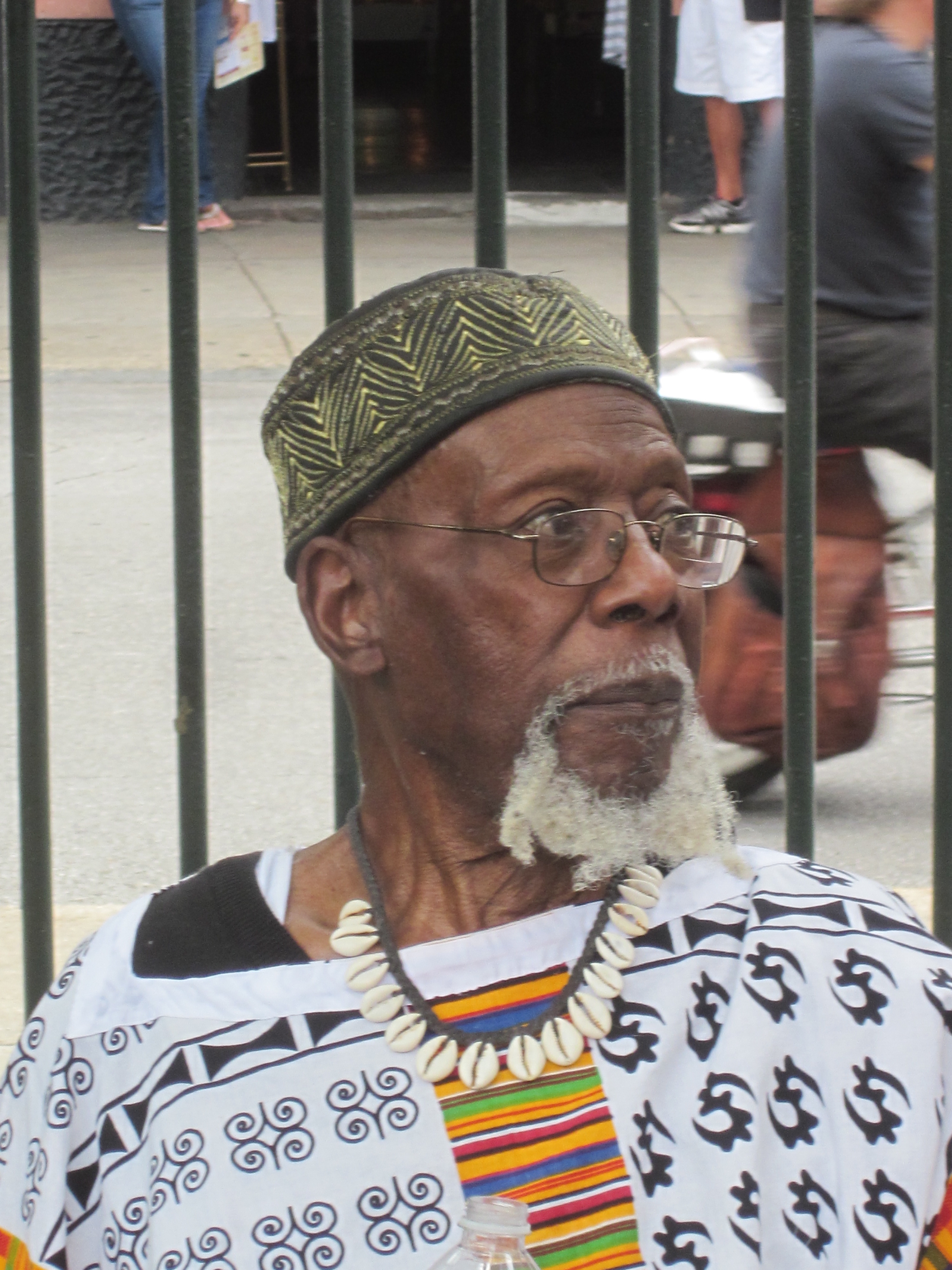
Prince La Las Produzent und Mentor: Harold Battiste

Lawrence Nelsons Jugendfreund Oliver Morgan, der später selbst als R&B-Sänger kleinere Erfolge hatte, war der Ansicht, Nelson habe nie etwas anderes gemacht als Musik zu spielen und Lieder zu schreiben. In den 1950er-Jahren spielte Nelson zusammen mit seinem Bruder und seinem Vater Gitarre, und einige Quellen berichten, Professor Longhair habe ihn im Gesang unterrichtet.
1961 stellte Nelsons Schwager Jessie Hill den Kontakt zu Harold Battiste her, der zu dieser Zeit das Schallplattenlabel All For One Records (AFO) aufbaute. Hill hatte kurz zuvor die 19 Jahre alte Sängerin Barbara George entdeckt und brachte sie mit dem Vorschlag zu Battiste, sie solle das von Lawrence Nelson geschriebene Stück She Put the Hurt on Me als erste AFO-Aufnahme einspielen. Lawrence Nelson war selbst anwesend, um das Lied vorzusingen. Battiste gefiel Nelsons Gesangsstil so gut, dass er die Einspielung nicht mit Barbara George, sondern mit Lawrence Nelson machte. Die Aufnahmen entstanden im Juni 1961 in den Cosimo Recording Studios von Cosimo Matassa.
She Put the Hurt on Me kam im Herbst 1961 als erste Single von AFO landesweit auf den Markt. Auf der B-Seite war Don’t You Know Little Girl (I’m In Love) zu hören. She Put the Hurt on Me erreichte Position 28 der R&B-Charts.
1962 veröffentlichte AFO die zweite Single des Künstlers. Die A-Seite enthält Gettin’ Married Soon, ein von Charly Julien geschriebenes Lied; die B-Seite enthält Come Back To Me. Die Single erreichte keine Platzierung in den Charts. Darüber hinaus nahm Nelson mit Need You und Things Have Changed noch zwei weitere Lieder auf. Sie wurden nicht mehr zu seinen Lebzeiten veröffentlicht und erschienen erst Jahrzehnte später auf einem Sampler.

### Die Bühnenfigur Prince La La
Die Vermarktung von Nelsons AFO-Aufnahmen erfolgte unter dem Namen Prince La La. „La La“ war Lawrence Nelsons Spitzname seit Jugendzeiten, während der Zusatz Prince auf Harold Battiste zurückging. Für das Cover der Single She Put the Hurt on Me hatte er Nelson im Kostüm eines exotischen Prinzen fotografieren lassen, das an Mardi-Gras-Verkleidungen erinnerte. In diesem Outfit trat Nelson in der Folgezeit auch live auf.

### Tod
Lawrence Nelson starb am 27. Oktober 1963 in New Orleans. Die Einzelheiten und Hintergründe seines Todes wurden nicht offiziell geklärt und sind nach wie vor Gegenstand von Spekulationen. Auch nach fast 60 Jahren werden Prince La La selbst wie auch die Umstände seines Todes in vielen Veröffentlichungen noch als „mysteriös“ bezeichnet.
Im Ansatz übereinstimmend gehen alle Darstellungen davon aus, dass Nelson – ebenso wie sein Bruder „Papoose“ eineinhalb Jahre vorher – an den Folgen einer Überdosis Heroin starb. Oft findet sich der Hinweis, Nelson hätte sich die Überdosis versehentlich verabreicht. Diese Annahme wurde allerdings von einigen Zeitgenossen bezweifelt. Es gab eine Reihe von Mutmaßungen, Nelsons Dealer habe ihm absichtlich vergiftetes Heroin geliefert, entweder aus Rache für ein Fehlverhalten Nelsons oder wegen einer Geldschuld. Mac Rebennack hingegen hielt es für möglich, dass Nelsons Familie etwas mit seinem Tod zu tun hatte. Die Familie habe nicht gewollt, dass eines der Kinder professioneller Musiker werde. Das sei in ihren Augen das Niedrigste gewesen, was man machen konnte. Zwischen den Mitgliedern der Nelson-Familie habe es „immer viel Streit“ gegeben.
Oliver Morgan glaubte ebenfalls nicht an eine zufällige Überdosis. Er thematisierte den Tod in dem 1964 von AFO herausgebrachten Song Who Shot the La La, der sein einziger überregionaler Hit wurde. Das Lied wird vielfach dahingehend verstanden, dass mit dem Begriff Shot (Schuss) die intravenöse Verabreichung von verunreinigtem oder vergiftetem Heroin (Hot Shot) gemeint war.

## Einfluss auf Mac Rebennack

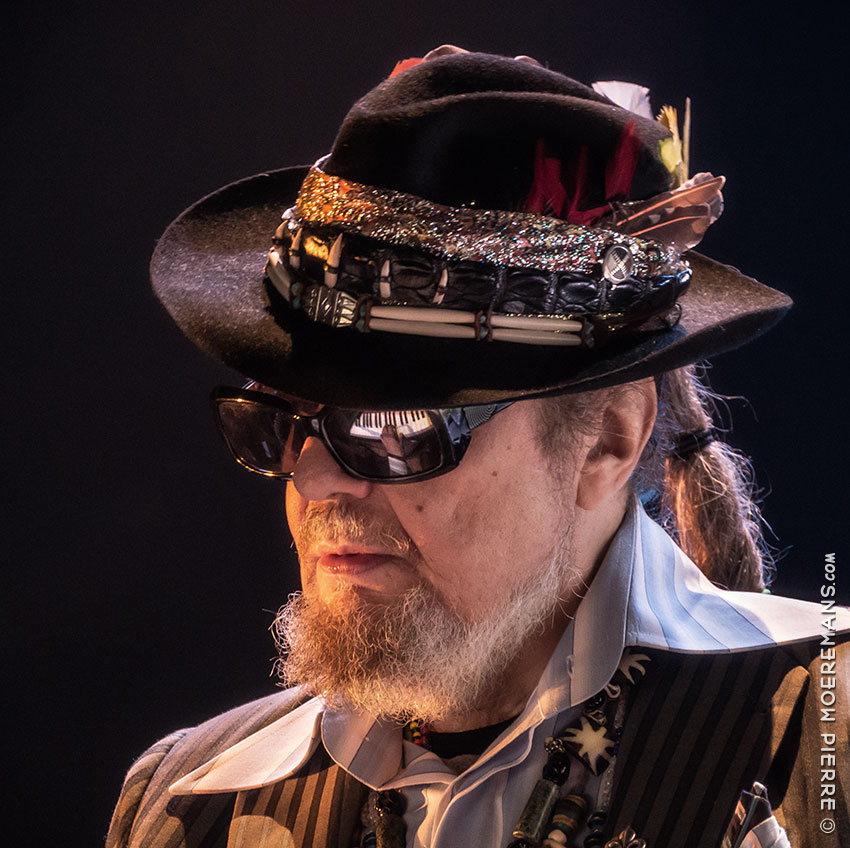
Von Prince La La inspiriert: „Dr. John“ (Mac Rebennack)

Die Figur des Prince La La beeinflusste unter anderem den in New Orleans geborenen Musiker Mac Rebennack. Nelson und Rebennack waren seit 1960 befreundet. Als Rebennack 1967 das Konzeptalbum Gris-Gris entwickelte, das die musikalischen Strömungen seiner Heimatstadt mit den Legenden des New Orleans Voodoo verband und dabei die Kunstfigur des Dr. John schuf, übernahm er für ihn den außergewöhnlichen karnevalesken Bekleidungsstil des Prince La La. Nach Darstellung von Harold Battiste liefen auch die Aufnahmen zu Dr. Johns 1968er Album Gris-Gris ähnlich ab wie Debütaufnahmen von Prince La La. Nelsons Gesangsstil auf der zu Lebzeiten nicht veröffentlichten Einspielung Need You wird als das Vorbild für den späteren Dr. John angesehen: „Wer die Bänder hört, der weiß, woher Dr. John kommt“ (Harold Battiste).
Der Sampler Gumbo Stew, der 2013 unter dem Label Ace Records veröffentlicht wurde, enthält AFO-Originalaufnahmen verschiedener Künstler. Das Cover zeigt Lawrence Nelson als Prince La La.

## Diskografie: Singles
| 1961 | She Put the Hurt on Me / Don't You Know Little Girl (I'm In Love) | 45-101 | 28 |
| 1962 | Gettin' Married Soon / Come Back To Me                            | 45-303 | –  |